# Amphitrite (Q159)
Pour les articles homonymes, voir Amphitrite (homonymie).
L'Amphitrite  (Q159) était un sous-marin français de la Marine nationale, de classe Diane (1926), ayant servi pendant l'entre-deux-guerres et la Seconde Guerre mondiale.

## Commandants
- 1er novembre 1932 : lieutenant de vaisseau (LV) Victor Maincent[1] ;
- 6 octobre 1934 : LV Henry Baudet[1] ;
- 1er mai 1936 : LV Cussec[1] ;
- 17 août 1936 : LV Pierre Bazoche[1] ;
- 1938-1939 : LV Georges Saglio[1] ;
- 1940-1941 : LV Chevalier[1] ;
- 13 décembre 1941 : LV Paul Ritti[1].